# Rudolph Anton Chely
Rudolph Anton Chely (* 1692; † 12. November 1770 in Braunschweig) war Obrist-Lieutenant in der Braunschweigischen Armee und ab 1745 Inhaber eines fürstlichen Privilegs, das ihm gestattete, Fayencen und Porzellan in Braunschweig herzustellen.

## Leben und Wirken

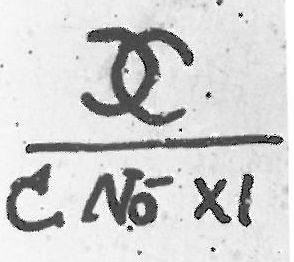
Fayencemarke von Rudolph Anton Chely

Im Juni 1745 gründete Hauptmann Chely die „Porcellain und holländische Tabackspfeifen Fabrik“, die auch als „Porcellainfabrik vor dem Wendentore“ bezeichnet wurde, da sie sich in der Nähe des Wendentores befand. Chely erhielt im November 1745 für 10 Jahre das Privileg, auf seinem Grundstück „echtes und unechtes Porcellain auf weiß und blau und allen anderen Couleuren gemalten Glasuren“ herzustellen. Seinen Sohn Christoph Rudolph ließ er zu diesem Zweck seit 1743 in Straßburg ausbilden, damit dieser die Verarbeitung von Muffelfarben erlernte und als Maler in der Manufaktur tätig werden konnte. Von 1747 bis 1749 waren dort 18 bis 20 Mitarbeiter beschäftigt, von denen rund sieben Soldaten waren. In der Fabrik war ab 1746 unter anderem der Modelleur und Bossierer Sebastian Heinrich Kirch tätig, der später auch als „Meisterknecht Kirch“ in der Fayencefabrik in Vegesack bezeichnet wurde.
Im November 1749 geriet Chely, der inzwischen zum Obristen befördert worden war, mit dem Braunschweiger Stadtmagistrat in Konflikt über die Schutzgelder für einen seiner Mitarbeiter. Möglicherweise wurde er in diesem Zusammenhang degradiert und bis 1755 unter Arrest gestellt. Chely gelang es noch vor dem Ablauf der Frist am 28. November 1754 eine Verlängerung des Privilegs zu erwirken. Die Produktion in der Fabrik lief mäßig und 1755 berichtete die herzogliche Kammer, dass das Geschäft darnieder liege. Chely bezeichnete in einem Schreiben erstmals seine Ware als Fayence. Schließlich wurde sie 1757 geschlossen beziehungsweise es wurden die Erzeugnisse der Fabrik von 1759 bis 1762 unter dem Namen seines Sohnes „des jüngesten Herrn Chely“ angeboten, wobei Chely selbst seit 1758 offiziell als Pensionär galt.
Ab März 1757 waren Christoph Rudolf Chely und dessen Frau für die fürstliche Manufaktur als „Poussierer“ tätig. Chely habe hier insbesondere figürliche Darstellungen, wie Gärtner und Gärtnerin, Bettler und Bettlerin, Husaren oder Perser, Tauben auf dem Nest, aber auch Wiegen, Pagoden, feinteilige Fruchtkörbe, Melonen, Spargelbunde, Weintrauben, Brustbilder, Butterdosen, Teller, Terrinen, Schüsseln und Salatieren hergestellt. Dabei verwendete er eine weiße Glasur nach Straßburger Art und beschäftigte sich mit der Herstellung von Emailfarben.
Rudolph Anton Chely wurde vermutlich rehabilitiert, denn er starb im Alter von 78 Jahren als Obrist-Lieutenant.